# Jataranni
Jataran(n)i (vagy Jatar-Ami) Karkemis második ismert nevű uralkodója, Aplahanda fia és testvérével, Jahdunlimmel trónutódja. Kortársa volt Zimrí-Limnek és I. Jarimlímnek, akik a kor nagyhatalmait, Márit és Jamhadot képviselték. Neve a Máriban előkerült dokumentumokban olvasható, amelyek szerint Zimrí-Lim fogadott fia lett. Ez az örökbefogadási aktus lehetett kitüntető figyelmesség is, de Karkemis vazallusi viszonyának kifejeződése is.
Jataranni Jamhad fővárosában, Halap városában is látogatást tett Jarimlímnél. Karkemis ebben az időben beékelődött a két nagyhatalom közé, amikor mindkét szomszédnak érdekében állt az Eufrátesz fontos kikötőjének birtoklása. Aplahanda idején Karkemis még kemény ellenfelük volt, de Jamhad és Mári szövetségével (Jarimlím feleségül vette Zimrí-Lim leányát, aki korábban Jamhadban talált menedéket az asszírok ellen), valamint mivel Hammurapi lekötötte Asszíriát, a város hátrányos pozícióba került.
Jataranni utódja az addigi társuralkodó bátyja, Jahdunlim lett.